# زيد بن أرطاة الفزاري
زَيْد بن أرطاة الفزاري الدِّمَشْقِيّ تابعي ومحدث مِن رواة الحديث ويعد مِن الثقات من أهل دمشق، والده هو الصحابي أرطاة الفزاري وأخوه الأمير عدي بن أرطاة الفزاري وهو أكبر منه.

## شيوخه
- أَبِيهِ أرطاة الفزاري.
- جبير بْن نفير الْحَضْرَمِيّ.
- أَبِي اُمَامَة الباهلي.
- الصحابي أَبِي الدَّرْدَاء.[2]

## تلاميذه
- خَالِد بْن دهقان.
- سعد بْن إِبْرَاهِيم الزُّهْرِيّ.
- عبد الرحمن بْن يَزِيد بْن جَابِر.
- العلاء بْن الْحَارِث.
- ليث بْن أَبِي سليم.
- أَبُو بَكْر بْن عَبْد اللَّهِ بْن أَبِي مريم الغساني.[3]

## مكانته عند علماءالجرح والتعديل
- ذكره خليفة بْن خياط فِي الطبقة الثانية من أهل الشامات.
- ذكره أَبُو زُرْعَة الدِّمَشْقِيّ فِي الطبقة الثالثة.
- ذكره ابْن سميع فِي الطبقة الرابعة.
- قال عنه أَحْمَد بْن عَبْد اللَّهِ العجلي : شامي تابعي ثقة .
- قال عنه أَبُو حاتم : لا بأس بِهِ .
- قال عنه النسائي : ثقة.
- قال عنه دحيم : ثقة .
- ذكره ابْن حبان فِي كتاب الثقات.
- قال عنه ابن حجر العسقلاني : ثقة عابد من دمشق.[4][5]
- قال خَالِد بْن الْحَارِث، عَنْ شعبة، عَنْ سَعْد بْن إِبْرَاهِيم، قال عَنْ أخو عدي بن أرطاة الفزاري : وكان أكبر من عدي وأنسك.
- قال معاذ بْن معاذ، عَنْ شعبة، عَنْ سَعْد بْن إِبْرَاهِيم، حَدَّثَنِي عن زيد أخ عدي بْن أرطاة : كَانَ أرضى عندي من عدي وأفضل.[6]

## روى له
- الترمذي
- أبو داود
- النسائي